# Star Wars: Galaxy of Heroes
Star Wars: Galaxy of Heroes este un joc mobil RPG de colecționat cărți dezvoltat de Capital Games și publicat de Electronic Arts. Jocul a beneficiat de o lansare software în Australia în octombrie 2015 și a fost lanast propriu-zis la 24 noiembrie 2015.

## Gameplay
Galaxy of Heroes permite jucătorilor să colecționeze personaje Star Wars atât din universul canonic stabilit după ce Lucasfilm a cumpărat  The Walt Disney Company cât și din seria Star Wars: Knights of the Old Republic, să creeze echipe cu aceste personaje pentru a lupta cu ele în bătălii pe ture. În joc personajele sunt  holograme într-o holopunte denumită Cantina. Există numeroase metode de colecționare a personajelor: unele sunt date jucătorilor imediat, altele sunt acordate ca recompense după anumite misiuni. Acestea sunt acordate ca fragmente (shards) pentru a debloca și promova personajele lor. Fragmentele (shards) pot fi primite și după lupte sau pot fi cumpărate din magazin. După ce jucătorul a dus la maxim (șapte stele) un personaj care nu apare în evenimente, este deblocat în magazin o secțiune specială unde pot fi vândute fragmentele (shards) în plus pe alte fragmente sau pe diverse mecanisme (gear) de îmbunătățire a personajelor. Cu ajutorul uneltelor (gear) mai poate fi făcută o îmbunătățire a personajelor de la nivelul (tier) I la XIII.  Totalul necesar de fragmente pentru deblocarea unui personaj variază în funcție de câte stele are la deblocare (poate varia de la una la șapte stele). Fiecare personaj poate fi promovat la maxim șapte stele,  fiecare stea suplimentară crescând puterea lor și pot fi promovate la maxim nivelul (tier) XIII. Există, de asemenea, droizi de antrenament care cresc experiența personajelor până la maxim level 85  (anterior 80, anterior 70).   Jucătorii pot îmbunătăți personajele  câștigând experiență prin completarea misiunilor (quest-urilor) zilnice sau prin lupte. Principalele valute ale jocului sunt "creditele" și "cristalele". Creditele pot fi folosite pentru a pregăti un erou, a cumpăra lucruri din magazin, pentru a obține un erou atunci când sunt suficiente  fragmente sau pentru a promova un erou. Cristalele pot fi folosite pentru a cumpăra pachete din magazin, pentru a cumpăra credite, pentru a dobândi fragmente de personaje și pentru a reîmprospăta energia și arena. Cristalele pot fi cumpărate cu bani reali sau pot fi oferite ca recompense din arenă și din misiunile zilnice.
Luptele sunt împărțite în runde, personajul care are cel mai mare atribut al vitezei atacă primul.  Fiecare echipă este alcătuită din maxim cinci avatare holografice diferite care luptă până la victorie, înfrângere sau retragere.

## Personaje
- Aayla Secura
- Admiral Gial Ackbar
- Ahsoka Tano
  - Ahsoka Tano (Jedi)
  - Ahsoka Tano (Fulcrum)
- Vice Admiral Amilyn Holdo
- Asajj Ventress
- Aurra Sing
- B2 Super Battle Droid
- Barriss Offee
- Bastila Shan
  - Jedi Bastila Shan
  - Fallen Bastila Shan
- Baze Malbus
- BB-8
- Biggs Darklighter
- Bistan
- Boba Fett
- Bodhi Rook
- Bossk
- C-3PO
- Cad Bane
- Canderous Ordo
- Captain Phasma
- Carth Onasi
- Cassian Andor
- Chief Chirpa
- Chief Nebit
- Chirrut Îmwe
- Chopper
- Chewbacca
  - Clone Wars Chewbacca
  - Rebel Chewbacca
  - Vandor Chewbacca
  - Veteran Smuggler Chewbacca
- Colonel Starck
- Coruscant Underworld Police
- Clone Captain Rex
- Clone Commander Cody
- Clone Sergeant - Phase I
- Clone Trooper Echo
- Clone Trooper Fives
- Count Dooku
- Darth Malack
- Darth Maul
- Darth Nihilus
- Darth Revan
- Darth Sidious
  - Darth Sidious (Clone Wars)
  - Emperor Palpatine
- Darth Sion
- Darth Traya
- Darth Vader
- Dathcha
- Death Trooper
- Dengar
- Eeth Koth
- Embo
- Enfys Nest
- Ewok Elder
- Ewok Scout
- Ezra Bridger
- Finn
- First Order Executioner
- First Order Officer
- First Order Special Forces TIE Pilot
- First Order Stormtrooper
- First Order TIE Pilot
- Gamorrean Guard
- Gar Saxon
- General Grievous
- General Veers
- Geonosian Soldier
- Geonosian Spy
- Grand Admiral Thrawn
- Grand Moff Tarkin
- Greedo
- Han Solo
  - Captain Han Solo
  - Classic Han Solo
  - Stormtrooper Han Solo
  - Veteran Smuggler Han Solo
  - Young Han Solo
- Hera Syndulla
- HK-47
- Hoth Rebel Scout
- Hoth Rebel Soldier
- IG-100 MagnaGuard
- IG-86 sentinel droid
- IG-88
- Ima-Gun Di
- Imperial probe droid
- Imperial supercommando
- Jango Fett
- Jawa
- Jawa Engineer
- Jawa Scavenger
- Jedi Consular
- Jedi Knight Anakin
- Jedi Knight Guardian
- Jedi Knight Revan
- Jolee Bindo
- Juhani
- Jyn Erso
- K-2SO
- Kanan Jarrus
- Kit Fisto
- Kylo Ren
  - Masked Kylo Ren
  - Unmasked Kylo Ren
- L3-37
- Lando Calrissian
  - Rebel Lando Calrissian
  - Young Lando Calrissian
- Leia Organa
  - Princess Leia Organa
  - Rebel Officer Leia Organa
- Lobot
- Logray
- Luke Skywalker
  - Farmboy Luke Skywalker
  - Rebel Commander Luke Skywalker
- Luminara Unduli
- Mace Windu
- Magmatrooper
- Mission Vao
- Mob enforcer
- Mother Talzin
- Nightsister Acolyte
- Nightsister Initiate
- Nightsister Spirit
- Nightsister Zombie
- Nute Gunray
- Obi-Wan Kenobi
  - General Kenobi
  - Obi-Wan Ben Kenobi
- Old Daka
- Director Orson Krennic
- Pao
- Paploo
- Plo Koon
- Poe Dameron
- Archduke Poggle the Lesser
- Qi'ra
- Qui-Gon Jinn
- R2-D2
- Imperial Range Trooper
- Resistance Pilot
- Resistance Trooper
- Rey
  - Scavenger Rey
  - Jedi Training Rey
- Rose Tico
- Imperial Royal Guard
- Sabine Wren
- Savage Opress
- Scarif Rebel Pathfinder
- Shoretrooper
- Sith assassin
- Sith Marauder
- Sith trooper
- Snowtrooper
- Imperial Stormtrooper
- Sun Fac
- T3-M4
- Talia
- Teebo
- TIE Fighter Pilot
- Tusken Raider
- Tusken Shaman
- Ugnaught
- URoRRuR'R'R
- Visas Marr
- Wampa
- Wedge Antilles
- Wicket W. Warrick
- Yoda
  - Grand Master Yoda
  - Hermit Yoda
- Zaalbar
- Zam Wesell
- Zeb Orrelios

## Moduri
Există diferite moduri de joc pentru jucători, inclusiv arena echipelor (squad arena - unde se dau lupte contra echipelor altor jucători), bătălii de partea întunecată sau de partea luminoasă a Forței (dark and light side battles), cantina, războaiele galactice, raidurile și diverse evenimente speciale. Toate modurile sunt jucate contra IA controlate de calculator, inclusiv bătăliile din arena echipelor în care IA controlează echipa adversă creată de un alt jucător.
Centrul holopunții:
- Light Side Characters Campaign: Conduceți o echipă de eroi de partea luminoasă pentru a învinge răufăcătorii de partea întunecată a Forței în bătălii din 3 valuri.
- Dark Side Characters Campaign: Conduceți o echipă de răufăcători de partea întunecată pentru a învinge  eroii de partea luminoasă a Forței în bătălii de 3 valuri.

Sus în centrul holopunții:
- Shipments: Cumpărați fragmente de personaje disponibile în mod aleatoriu și unelte (gears) cu cristale și credite, care se schimbă la fiecare șase ore.
- Store:  Cumpărați carduri de date pentru a obține (fragmente de) personaje și elemente de resurse consumabile sau pentru a valorifica o cartelă de date Bronzium cu puncte câștigate în lupte (Aly Points).

Sus în stânga holopunții:
- Neutral Cantina Campaign: Conduceți o echipă (combinată sau nu) de eroi și (/sau) răufăcători pentru a învinge combinații improbabile de inamici în bătălii din 3 valuri.
- Neutral Mod Battles Campaign: Lupte în 5 valuri împotriva dușmanilor, îmbunătățiți cu moduri particulare, pentru a câștiga moduri de calitate scăzută.
- Mod Challenges: Lupte pentru a câștiga moduri mai bune ale unei anumite stări.

Sus în dreapta holopunții:
- Arena Battles:  Lupte 5 personaje contra 5 împotriva altor echipe ale jucătorilor care concurează pentru premii zilnice bazate pe clasament.
- Galactic War Campaign: Competiție zilnică cu 12 lupte contra echipelor altor jucători, fiecare personaj care moare nu mai poate fi  folosit (permadeath) în luptele următoare (până la restartarea zilnică).

Jos în stânga holopunții:
- Daily Challenges: Finalizați provocările zilnice pentru a obține resurse importante și unelte (gear).
- Grand Arena: Jucătorii de nivel maxim sunt grupați în 8 și câte trei adversari duc lupte pe un mic teritoriu contra unor recompense (rare).

Jos în dreapta holopunții:
- Special Event Battles: Participați la bătălii speciale care reflectă scenariile "Star Wars" pentru a câștiga recompense
- Shard Shop Shipments: Achiziționați unelte sau fragmente pentru generalul Grievous cu excesul de fragmente (al personajelor de 7 stele)

Zona "Back Room":
Stânga departe, Ghilde
- Guild Raids
- Territory Battles
- Guild Shipments
- Guild Member Item Requests/Donations
- Statistics Management
- Guild Search

Dreapta departe, Nave
- Fleet Arena
- Daily Ship Challenges
- Fleet Arena Store
- Neutral Fleet Battles

## Ghilde
Au fost introduse în joc în aprilie 2016. La fel ca în majoritatea jocurilor, ghildele din Star Wars: Galaxy of Heroes sunt alcătuite din jucători care se unesc pentru a atinge obiective comune. În acest joc, ghildele au maxim 50 de jucători care pot merge în raiduri și pot participa atât la războaiele teritoriale, cât și la bătăliile teritoriale.
 

## Raiduri
În joc au fost adăugate raiduri în aprilie 2016, odată cu introducerea lui Rancor. Ghildele trimit echipe de câte cinci avatare holograme pentru a lupta cu mai multe personaje puternice (boși) în patru etape diferite, toți boșii împărtășind o bară comună de sănătate care este împărțită în patru, câte una pentru fiecare etapă, care scade pe măsură ce daunele cauzate de ghildă încep să se acumuleze. Odată ce este bara de sănătate este golită complet, raidul este câștigat, iar membrii participanți vor primi recompense.
Pe lângă luptele contra lui Rancor, mai sunt și alte raiduri contra unei echipe de boși ca Darth Nihilus, Darth Sion și  Darth Traya, toți din seria Knights of the Old Republic. Primul raid introdus, Rancor, este considerat ușor de către mulți jucători, și un singur jucător poate finaliza raidul.  

## Nave
Luptele cu nave spațiale au fost adăugate pe 22 noiembrie 2016. Această caracteristică permite jucătorilor să controleze diferite nave  prin intermediul căpitanilor și piloților lor. Navele sunt controlate și jucate în mod similar cu jocul principal cu personajele jucătorului, la care se adaugă o navă mamă (capital ship) inatacabilă, care oferă bonusuri de conducere, abilități speciale și atacuri suplimentare.
23 de nave diferite au fost disponibile la lansarea noii caracteristici. Îmbunătățirea navelor o reflectă pe cea a personajelor care le pilotează. Navele pot fi crescute similar până la 7 stele maxim.

## Mods
Mods (prescurtarea de la modifications - modificări) - o îmbunătățire  opțională pentru personajele din joc care ajung la level 50.  

## Primire
Jocul are recenzii mixte. Momentan are un rating de 70/100 pe Metacritic bazat pe 8 comentarii.

## Legături externe
- Site web oficial
- Capital Games website Arhivat în 6 iunie 2017, la Wayback Machine.

## Vezi și
- Lista jocurilor video Războiul stelelor

Format:Jocuri Star Wars